# Mick McGrath (lekkoatleta)
Mick McGrath, wł. Gerald Michael McGrath (ur. 28 listopada 1947) – australijski lekkoatleta, specjalista trójskoku, medalista igrzysk Brytyjskiej Wspólnoty Narodów, olimpijczyk.

## Kariera sportowa
Zdobył srebrny medal w trójskoku na igrzyskach Brytyjskiej Wspólnoty Narodów w 1970 w Edynburgu, przegrywając jedynie ze swym kolegą z reprezentacji Australii Ianem Tomlinsonem, a wyprzedzając Mohindera Singha Gilla z Indii. Odpadł w kwalifikacjach tej konkurencji na igrzyskach olimpijskich w 1972 w Monachium zajmując w nich 20. miejsce, a na igrzyskach Brytyjskiej Wspólnoty Narodów w 1974 w Christchurch zajął 14. miejsce.
Zajął 8. miejsce w sztafecie 4 × 100 metrów na uniwersjadzie w 1967 w Tokio, a na igrzyskach Konferencji Pacyfiku zajął 4. miejsce w trójskoku w 1969 w Tokio oraz zdobył srebrny medal w 1973 w Toronto.
Był mistrzem Australii w trójskoku w 1969/1970, 1971/1972, 1973/1974, 1974/1975 i 1977/1978, wicemistrzem w tej konkurencji w 1968/1969, 1970/1971, 1972/1973 i 1976/1977 oraz brązowym medalistą w skoku w dal w 1966/1967 i w trójskoku w 1967/1968, 1978/1979, 1979/1980 i 1980/1981. Jego rekord życiowy w trójskoku wynosił 16,56 m, ustanowiony 27 stycznia 1975 w Sydney.